# 신짱아
신짱아, 노하라 히마와리는 《짱구는 못말려》에 나오는 등장인물로, 아빠 신영식과 엄마 봉미선의 딸이자 신짱구의 여동생이다. 해바라기라는 뜻으로, 성우는 코오로기 사토미 (일본판) / 여민정 (투니버스, 극장판), 최향윤 (SBS) (2, 4기), 소연 (SBS) (6, 7기), 김서영 (MBC 극장판)이다. 일본 현지판 이름은 노하라 히마와리이다.
일본에서는 원작 16권, 1996년 9월 27일 방영된 "아기가 태어났다고"에서 처음 등장했으며, 한국에서는 이 에피소드가 방영되지 않아 다음 에피소드인 "동생을 기다려요" 에서 등장하였다.

## 출생과 이름의 유래
원작자 우스이 요시토가 사망 전 작품의 이야기 소재의 부족함을 느끼고서 만든 캐릭터이다.
이름은 故 우스이 요시토가 애니메이션 시청자들이 응모한 이름 10만 7,135개 중에서 고른 것이다. 작중에서는 결국 짓지 못해서 노하라 가(신씨 가)의 전통에 따라 이름이 적힌 종이비행기를 날려 가장 오래 난 비행기의 이름으로 결정하는 방식으로 이름을 짓기로 했고, 결국 짱구의 비행기가 가장 오래 날아서 짱구가 지은 '히마와리(짱아)'로 결정되었다.
출생 후 잠깐 침대에서 자곤 했지만, 현재는 엄마와 같은 이불에서 둘이서 자고 있다.

## 용모와 복장
헤어 스타일은 오렌지색으로, 앞머리가 곱슬곱슬하다. 오빠인 짱구와 할아버지인 신돌식과 비슷하게 감자머리이다. 모습은 머리를 제외하고는 어린 시절의 봉미선과 닮았다. 체중은 8kg이다.

## 성격과 능력
엄마와 비슷하게 빛나는 물건이나 꽃미남을 좋아한다. 특히 꽃미남에 대해서는, 짱구와 아빠가 잡지 스크랩으로 만든 잘생긴 남자 가면도 넋을 잃고 볼 정도이다. 잘생겼다는 설정인 철수의 말도 잘 듣는다. 
빛나는 물건에 관해서는, 어머니인 봉미선보다 더 감정력이 있어서 가짜 목걸이를 감별하기도 했고, 봉미선은 가짜라고 생각했던 목걸이의 진위를 간파하고 있었다. 엄마 몰래 빛나는 물건을 숨기는 일이 자주 있는데, 할부로 산 고급 목걸이를 화장실 변기에 숨겼다가 짱구가 목걸이가 있는 줄 모르고 물을 내려버리는 일이 있었으며, 또한 짱아가 목걸이를 파스타 반죽에 숨겼지만, 엄마가 눈치채지 못하고 파스타 반죽을 파스타 기계에 넣어버려 기계가 고장이 난 적이 있다.
자기중심적이고, 자신의 소망이 이루어지지 않는다는 이유로 주위에 재앙을 초래한다. 또한 미녀에게 심각한 반응을 보이는 짱구와 짱구 아빠에게 혐오감을 나타낸다. 영아로서는 생각할 수 없을 정도의 높은 지능과 지혜를 겸비하고 있어 봉미선과 신짱구를 능가할 정도로 계산 실력이 높고, 그를 이용해 자신의 잘못을 짱구와 짱구 아빠에게 떠넘기는 것도 일상다반사여서 때로는 엄마인 봉미선조차 애먹일 정도이다. 반면에 결백하고 순수함이 있으며, 햄스터를 쫓아 부엌을 뛰어다니는 호기심도 보이는 것을 보면 아기다운 일면도 있다.
오빠인 짱구와 함께 놀고, 함께 협력하는 등 매우 사이가 좋다.
높은 신체 능력을 자랑한다. 계단을 오르면서 고속 이동하는 장난감을 선반에 던져 잡지를 떨어트리려고 시도하는가 하면, 2층 베란다에 쌓여있는 골판지에 가볍게 오른다거나, 툇마루에서 떨어져도 멀쩡하다든지, 의자를 눌러 발판으로 사용한다든지, 엄마를 끈으로 연결하고 52km를 끌고 가기까지 하는 등 놀라운 신체 능력을 보여준다.
아직 언어표현력이 모자라 아따따따, 따이야등의 표현밖에 할 수 없지만, 그것만으로도 나쁘지 않은 의사 표명을 하곤 한다.
부모의 용기와 행동력을 물려받았다. 부모가 원숭이 군단에 잡혀가 오빠와 오빠의 친구들이 같이 어른들을 찾아 정글에 갔지만, 돌아오지 않아서 젖병과 우유, 기저귀가 들어있는 가방을 가지고 흰둥이와 함께 정글에 간 적이 있다.
짱구와 마찬가지로 짱아의 행동 때문에 나쁜 사람이 되는 (가끔 무고한 사람) 경우가 많다. 또한 처음에는 심술이거나, 나쁜 짓을 하고 있던 인간과 동물들도 짱아의 행동 때문에 회심된다.
크레용 신짱(초등학생이 된 신노스케의 에피소드)에서는 4세의 짱아가 그려져 더욱 알리고 엄마를 닮은 짱아가 묘사되었다. 그때, "불륜하면 안 됨 요지"라고 엄마를 이끼 시키고 있다.
또한 노하라 집안 (신씨 집안)의 "웃는 방법"(정면을 향하지 않고 웃기)도 확실히 계승되고 있다.
떡잎 유치원의 원장이 짱구를 능가하는 떡잎 유치원 사상 최강의 문제아가 될 것이라고 예상한다. (짱구 6기 50화) 실제로 원작에서 유치원생이 된 짱아는 입원 식으로 다른 아이와의 싸움에서 날뛰거나 반 아이 모두를 말려들게 하려고 "채성아 선생님은 천하다"라는 발언을 큰 소리로 해버리는 등 짱구 이상의 문제 행동을 일으키고 있다. 또한 원작에서는 10대~20대 모습의 짱아가 등장하는 시간이 있다. 또한 애니메이션에 등장하는 신코는 명분 상으로는 '짱아의 친구'이지만, 실제로 그녀의 미래의 모습일 가능성이 높다. 무엇보다, 본편에서는 "사자에상 시공"에서 이야기가 진행되고 있기 때문에, 짱아는 앞으로도 계속 아기로 남아있다.
그런 가운데, 극장판 '초시공! 태풍을 부르는 나의 신부'는 성장한 짱아가 그려져 있어 국제경찰의 형사가 되어있다. 또한 짱아가 제대로 된 말로 이야기하는 것은 이 작품이 처음이며, 이후 애니메이션이나 극장판에서의 회상 장면에서 성장한 짱아가 단어를 구사하는 장면이 자주 그려져 있다. 성우는 성장 이전과 마찬가지로 코오로기 사토미, 여민정이 맡았다.

## 습관과 버릇
아기라서 욕조 안이나 수영장에서의 배변이나 소변을 누는 장면이 많이 묘사된다. 그 이외에도 중요한 장면에서 대소변을 눈다. 또한 그 이외에도 앞서 언급했듯이 미남을 보고 한눈에 반해 뺨을 붉히거나 떠날 때 날뛰거나 미사에의 여성 주간지를 손에 넣기 위해 장난감을 고르고 던지거나 가벼운 물건에 눈이 멀어 엉뚱한 행동을 일으키는 등 여러 가지 문제를 일으킨다. 극장판 '짱구는 못말려 암흑마왕 대추적'에서는 해바라기의 빛 모노를 좋아해 큰 스펙터클에들 일가가 관여하게 된다.
또한 빛이 나는 물건을 매우 좋아하며, 이외에는 가죽 가방을 좋아한다.
먹는 것을 좋아해서 초밥이나 불고기를 핥는 행동을 하기도 한다. 초밥을 핥으려다가 파와 물고기를 핥아 버려 비릿함에 기분 나빠 한 적도 있다. 연애 드라마와 낮 드라마, 오후의 전화 상담에 관심을 두기도 한다.
어머니 봉미선의 행동이나 생활 습관을 보고 흉내 낸다. 누워서 우유를 마시거나, 대굴대굴 공격을 모방하는 TV 프로그램을 향해 의견 하는 등 성격에서 행동까지 거의 어머니의 모습과 매우 비슷해졌다.
짱구의 물건을 좋아한다. 엄마와 이간질 할 때 "짱구에게 신세를지는!"고 의지하거나 무언가 짱구와 놀거나 짱구의 "엉덩이 외계인 '이나'반 케쯔후라단스" "코끼리 씨 춤 '등을 재미있게 본다. 의견이 일치하지 않는 것은 거의 없다. 가끔 갓 파더 사랑의 주제를 형제로 춤추고 있는 것도 있는 것 같다. (이것은 그녀가 입원 식 춤추고 소란(위 참조)이 일어났다). 극장판에서는 짱구와 행동을 같이하는 것도 많아, 때로는 뛰어난 연계를 보여주는 일도 상당히 굵은 인연으로 맺어진 남매이다. "해바라기와 절교 다 조"에서는 짱구의 장난감을 망가트려 해당하기 때문에 짱구에 '절교 선언'을 한 때 절망적인 표정을 보인 후 집을 나갔다. 짱구의 반환을 현관 앞에서 기다리고 있는 등 그 인연의 힘의 일면을 보인다.
0세 아이와 여자로서의 자아가 싹 트고 있는 것 같아서, 백화점 아이 광장에서 유리와 감시원 쟁탈 싸움으로 발전하고 소아청소년과에 반해 "우유 마신 후 뒤룩 뒤룩를 하지 않았던 거야." "승부 · 종이 기저귀에 오면 좋았다"라고 생각하고, 아버지의 얼굴을 보고 울고, 꽃미남의 가면을 쓴 짱구를 보고 좋아하는 등 0세 아이를 뛰어넘는 이성에 대한 의식을 가지고 있다.
계산할 수도 있고 순수한 너무 행동할 수도 있다. 또한 자신이 아기라는 점을 이용하여 이루기도 한다. 반대로 순수한 너무 행동 때문에 짱구에게 크게 다치게 할 수도 있다.
극장판 등으로 떡잎마을 방범대 임시 회원으로 가입한 적이 있다. 이미지 컬러는 오렌지이다.

## 가족 관계
- 아버지 : 신영식
- 어머니 : 봉미선
- 막내이모 : 봉미소
- 큰이모 : 봉미자
- 오빠 : 신짱구

### 내용주
1. ↑  한국에서 짱아가 태어나는 에피소드는 X파일 3기에서 '아기가 태어나려고 해요', '아기가 태어나기를 기다려요', '아기가 태어났어요'에서 방영되었다.
2. ↑  14기 "엄마는 BNB예요"에서 봉미선이 임신을 한다고 옆집 아줌마가 생각했는데, 낳게 되면 짱아와 연년생이라고 했다. 짱구는 못말려 극장판: 태풍을 부르는 영광의 불고기 로드에서는 0세라고 나온다.
3. ↑  애니 오리지널 에피소드로 원작에는 없는 에피소드로, 참고로 "태풍을 부르는 나와 우주의 프린세스"에서 이 에피소드가 잠시 등장한다.
4. ↑  당시 아빠가 지은 이름은 '리에', 엄마가 지은 이름은 '유즈호', 할아버지가 지은 이름은 '긴코', '츠루', 할머니가 지은 이름은 '카메'였다.